# Puig d'en Boronet
El Puig d'en Boronet és un turó de 315 m en el terme municipal de Sitges. Situat en el Parc Natural del Garraf, és un mirador excel·lent, amb vistes a Sitges i Ribes.
Diversos camins permeten ascendir-ne al cim: des de Sitges, per la urbanització de Quint Mar, des de Ribes per la urbanització Mas Alba, des de Vallcarca per l'ermita de la Trinitat.
En el cim del Puig es dreça la Creu de Sant Isidre, bastida entre 1953 i 1955 per un grup de membres de l'Agrupació Excursionista de Sitges "Amunt". El monument, de vuit metres d'alçada, té una base de tres graons, sobre els que s'alça un tronc cònic rematat per una creu, tot en pedra. L'escultura està decorada amb l'escut de l'Agrupació Excursionista i vuit terracotes, dues de grans (representant el Sant Crist i la Mare de Déu del Vinyet), i sis de menors (Sant Llorenç i Sant Isidre, noms de cims veïns, Sant Bernat de Menthon, patró dels excursionistes, Sant Bartomeu i Santa Tecla, patrons de Sitges, i Sant Sebastià, nom molt vinculat a aquesta població).